# Championnats du monde de course d'orientation 2024
Navigation
Édition précédente Édition suivante
Les championnats du monde de course d'orientation 2024, trente-neuvième édition des championnats du monde de course d'orientation, ont lieu du 12 au 16 juillet 2024 à Édimbourg, en Écosse.

## Podiums
| Épreuves               | Or                                                                           | Or      | Argent                                                                   | Argent  | Bronze                                                                                             | Bronze  |
| Femmes                 | Femmes                                                                       | Femmes  | Femmes                                                                   | Femmes  | Femmes                                                                                             | Femmes  |
| ---------------------- | ---------------------------------------------------------------------------- | ------- | ------------------------------------------------------------------------ | ------- | -------------------------------------------------------------------------------------------------- | ------- |
| Sprint                 | Tove Alexandersson                                                           | 16:14   | Simona Aebersold                                                         | 16:29   | Natalia Gemperle                                                                                   | 16:33   |
| Sprint par élimination | Tove Alexandersson                                                           | 09:05.6 | Karolin Ohlsson                                                          | 09:10.4 | Simona Aebersold                                                                                   | 09:11.0 |
| Hommes                 |                                                                              |         |                                                                          |         | |         |
| Sprint                 | Martin Regborn                                                               | 15:58   | Tino Polsini                                                             | 16:21   | Emil Svensk                                                                                        | 16:25   |
| Sprint par élimination | Riccardo Rancan                                                              | 07:35.6 | Jørgen Baklid                                                            | 07:36.7 | Jonatan Gustafsson                                                                                 | 07:37.5 |
| Mixte                  |                                                                              |         |                                                                          |         | |         |
| Relais Sprint          | Suisse - Natalia Gemperle - Riccardo Rancan - Joey Hadorn - Simona Aebersold | 58:43.3 | Finlande - Maija Sianoja - Miika Kirmula - Tuomas Heikkila - Venla Harju | 59:22.1 | Norvège - Victoria Hæstad Bjørnstad - Eirik Langedal Breivik - Kasper Fosser - Andrine Benjaminsen | 59:46.6 |

## Tableau des médailles
| Rang  | Nation   | Or | Argent | Bronze | Total |
| ----- | -------- | -- | ------ | ------ | ----- |
| 1     | Suède    | 3  | 1      | 2      | 6     |
| 2     | Suisse   | 2  | 2      | 2      | 6     |
| 3     | Norvège  | 0  | 1      | 1      | 2     |
| 4     | Finlande | 0  | 1      | 0      | 1     |
| Total | Total    | 5  | 5      | 5      | 15    |